# Шиманди, Йожеф
Йожеф Шима́нди (нем. József Simándy, при рождении Йозеф Шульдер (нем. Josef Schulder); 18 сентября 1916, Киштарча, Австро-Венгрия — 4 марта 1997, Будапешт) — венгерский оперный певец (тенор) немецкого происхождения. Лауреат Национальной премии имени Ко́шута

## Биография
С 1940 года пел в хоре Венгерского государственного оперного театра.
В 1943—1945 обучался в Музыкальной академии Ференца Листа.
В 1946 году дебютировал в роли Дона Хосе в опере «Кармен» Жоржа Бизе на сцене Сегедского национального театра.
В 1947 году вернулся в Будапештскую оперу, где стал ведущим тенором. Выступал до 1984 года. Регулярно с 1956 по 1960 год пел также в опере Мюнхена.
Помимо героических Й. Шиманди исполнял лирические роли.
В 1978—1986 годах преподавал в Музыкальной академии.

## Избранные оперные партии
- Радамес в «Аиде» Джузеппе Верди
- Лоэнгрин в одноименной опере Рихарда Вагнера
- Отелло в одноименной опере Дж. Верди
- Бан Банка в одноименной опере Ференца Эркеля
- Владимир Игоревич в «Князе Игоре» А. П. Бородина
- Грицько в опере «Сорочинская ярмарка» М. П. Мусоргского
- Тамино в опере «Волшебная флейта» Моцарта
- Рене де Грие в Манон Леско (опера Пуччини).

Снялся в нескольких венгерских кинофильмах («С песней по жизни», 1950; «Эркель», 1952).